# Dramcha
Dramcha (en bulgare : Дръмша, translittération internationale Drămša) est un village de Bulgarie situé dans la municipalité de Sofia, district de Kostinbrod (obchtina).

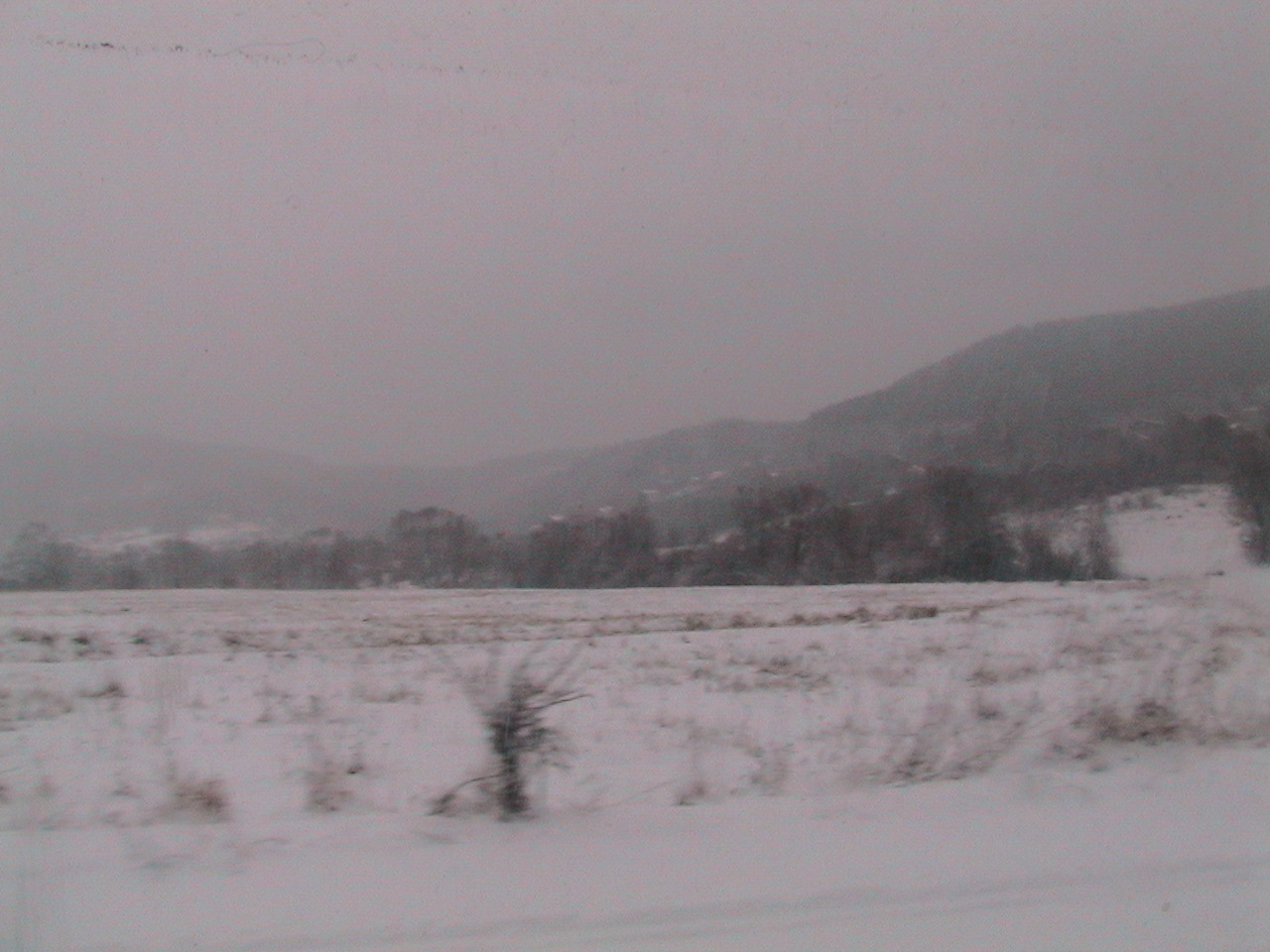
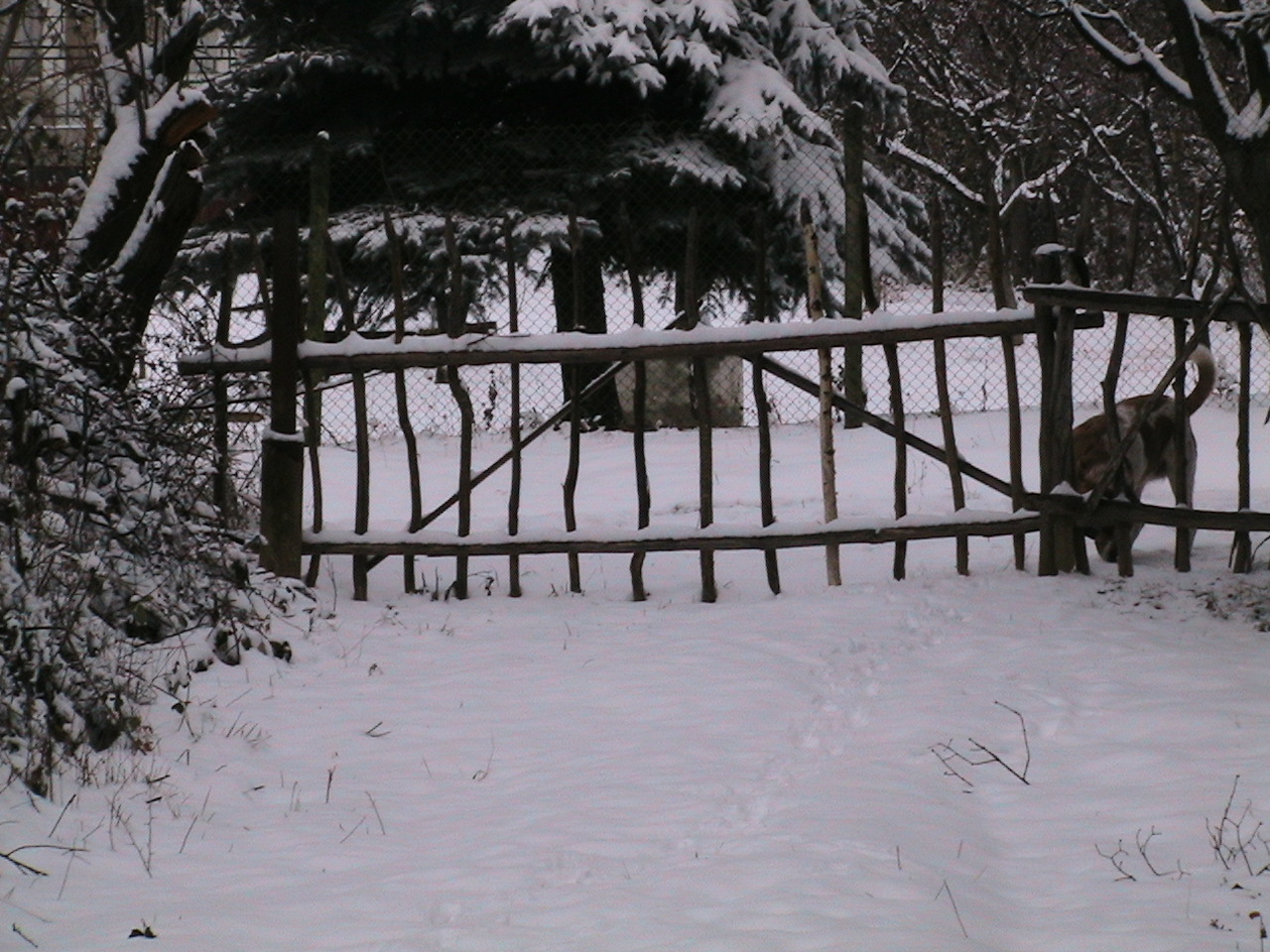
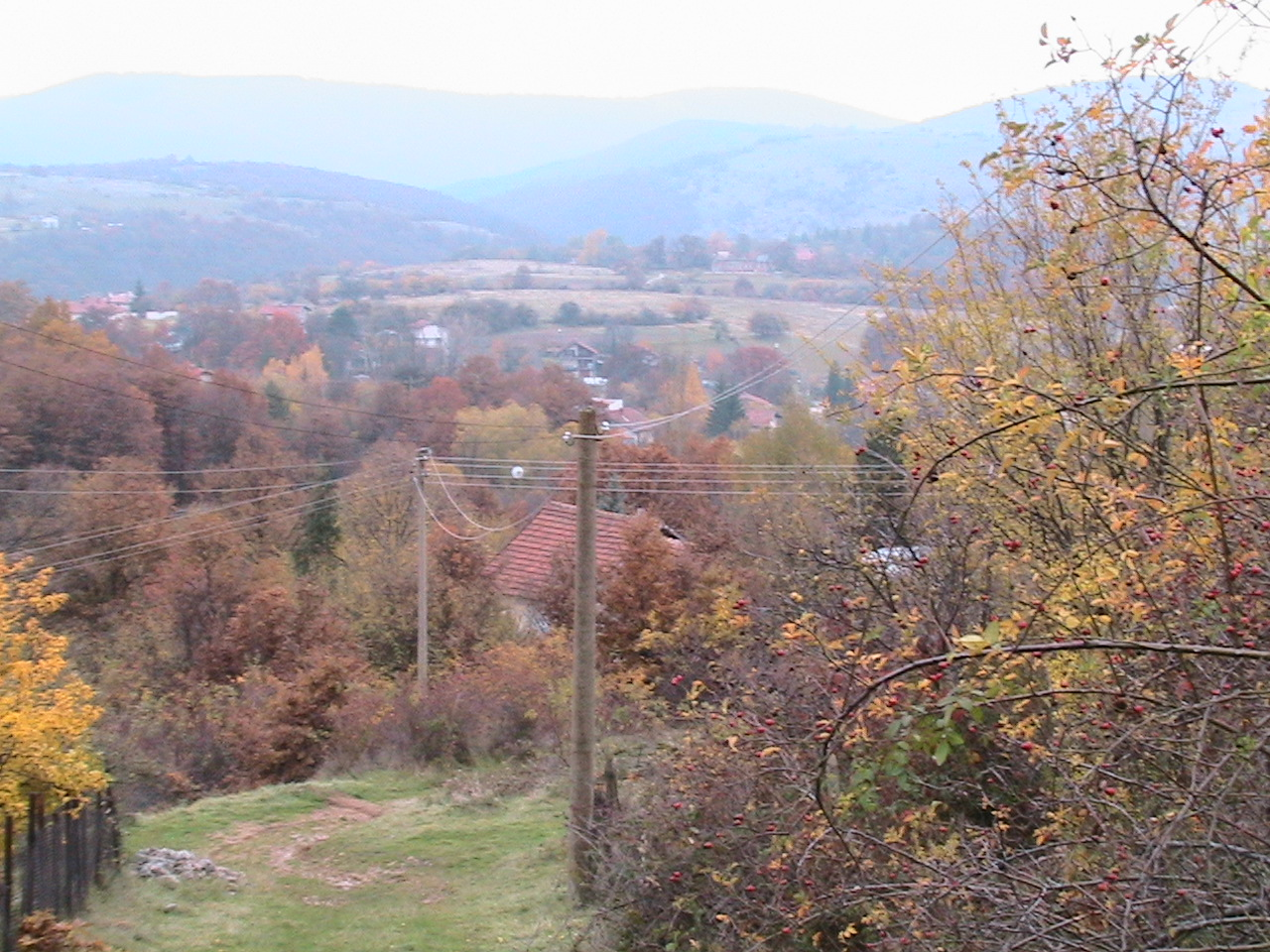